# 亨利六十七世 (羅伊斯幼系)
亨利六十七世（德語：Heinrich LXVII.，1789年10月20日—1867年7月11日），羅伊斯幼系親王，1854年至1867年在位。

## 家庭
1820年，亨利與羅伊斯-埃伯斯多夫親王亨利五十一世的女兒阿德海德結婚，兩人共有5子3女：
- 亨利五世（1821年—1861年）
- 安娜（1822年—1902年）
- 伊莉莎白（1824年—1833年），夭折
- 亨利七世（1827年—1828年），夭折
- 亨利十一世（1828年—1830年），夭折
- 亨利十四世（1832年—1913年）
- 亨利十六世（1835年—1836年），夭折
- 瑪麗（1837年—1840年），夭折